# Alla maniera di Cutter
Alla maniera di Cutter (conosciuto anche con il nome di Cutter and Bone) è un film thriller del 1981 diretto da Ivan Passer. I protagonisti sono Jeff Bridges, John Heard e Lisa Eichhorn. La sceneggiatura è di Jeffrey Alan Fiskin, basata sul romanzo La strana vita di Cutter e Bone di Newton Thornburg.

## Trama
Durante una notte di pioggia la macchina di Richard Bone si ferma di botto in un vicolo, lasciandolo in panne. In lontananza vede un'altra macchina fermarsi davanti ad un grosso bidone della spazzatura e il conducente vi butta dentro qualcosa. In un primo tempo Richard non dà peso alla cosa e si incammina verso casa di Alex Cutter, un suo amico reduce del Vietnam, rimasto invalido. Il giorno dopo viene rinvenuto il cadavere di una giovane donna, che si suppone sia stata brutalmente assassinata, ma il fatto che suscita subito l'interesse dei protagonisti è che il corpo è stato ritrovato esattamente in quel vicolo dove Richard si era fermato con la sua macchina e aveva assistito a quella strana scena ma la polizia, avendo rinvenuto la sua auto sul luogo del presunto delitto, si presenta da lui e lo arresta, ritenendolo un principale sospettato.
Richard racconta la sua versione dei fatti e ha la possibilità di conoscere Valerie, la sorella della vittima, quindi viene rilasciato. In seguito Richard, in compagnia di Alex e Moo e durante una parata, vede la figura di J.J. Cord, un magnate del petrolio ricco e potente, e comincia a sospettare che il misterioso assassino sia proprio lui. Quando parla dei suoi sospetti al misantropo amico Alex quest'ultimo, con la collaborazione della sorella della ragazza uccisa, comincia a nutrire un morboso interesse per questa storia e, d'accordo con la sorella della vittima, cerca in tutti i modi di convincere Richard ad organizzare una sorta di cospirazione per ricattare l'uomo e incastrarlo.
Nel frattempo viene fatta luce sulla reale natura e condizione dei protagonisti della storia, i quali, chi in un modo chi in un altro, sono in qualche modo corrotti dentro: Richard è una persona profondamente egoista e viziata, un fannullone incallito che ha avuto la grossa fortuna di non vivere l'orrore della guerra, sorte che invece è toccata all'amico Alex, tipico esempio di chi ha vissuto la terribile esperienza della morte che è in agguato ogni momento, che lo ha segnato dentro e fuori (ha perso un braccio e una gamba). Poi c'è la moglie di Alex, Maureen, chiamata da tutti Moo, la quale ha dovuto prendersi cura del marito, e la cosa a lungo andare le ha logorato l'anima, portandola in uno stato di forte depressione. Infatti, dopo che il tentativo di ricattare Cord fallisce per colpa di Richard e della sua mancanza di coraggio, quest'ultimo si presenta a casa di Maureen, la quale inizialmente rifiuta le avances di Richard ma poi, desiderosa d'amore e di qualcuno che le stia vicino, accetta di passare la notte con lui, anche se non del tutto serenamente. Dopo l'amplesso la donna si confida con Richard mettendolo al corrente della sua situazione affettiva, chiedendogli di restare con lei almeno per quella notte, per lenire, almeno per qualche ora, quel fortissimo senso di solitudine che le attanaglia lo spirito. Come al solito Richard, per paura di affrontare le proprie emozioni, sgattaiola via lasciando Maureen nuovamente sola, la quale si suicida dando fuoco alla casa e morendo carbonizzata.
In preda ai sensi di colpa, Richard decide di aiutare Alex per far tacere in qualche modo la propria coscienza e così, fingendosi lui l'autista di un invitato (Alex) ad una festa organizzata da Cord, si presenta a casa dell'uomo, con l'intenzione di ucciderlo. Il piano va in fumo quando i due vengono scoperti dalle guardie del magnate, che catturano Richard mentre Alex riesce miracolosamente a scappare, rifugiandosi nel maneggio della tenuta. Cord e Richard si trovano così faccia a faccia e mentre quest'ultimo cerca di guadagnare tempo, Alex entra in casa con un cavallo rubato al maneggio ma rimane ucciso dallo schianto contro le finestre della casa. Cord, nelle battute finali, confessa con uno sguardo a Richard l'omicidio che ha commesso e così, in preda ad un raptus, Richard gli spara, uccidendolo.